# Niels Lootsma
Niels Lootsma (* 15. August 1994 in Groningen) ist ein niederländischer Tennisspieler.

## Karriere
Niels Lootsma spielt hauptsächlich Turniere auf der ITF Future Tour und ATP Challenger Tour. Bisher konnte er zwei Einzel- und zwölf Doppeltitel auf der Future Tour gewinnen. Sein größter Erfolg auf der Challenger Tour war der Einzug in das Doppelhalbfinale in Scheveningen an der Seite von Sander Arends. Im Einzel konnte er sich noch nicht für das Hauptfeld eines Challenger-Turniers qualifizieren.
2017 kam Lootsma zu seinem Debüt auf der ATP World Tour. Er schaffte zusammen mit Tallon Griekspoor die Qualifikation für den Doppelbewerb bei dem ATP-World-Tour-500-Turnier in Rotterdam. In der ersten Runde unterlag er den Setzlistenzweiten Spaniern Feliciano López und Marc López in zwei Sätzen. Seine beste Platzierung in der Weltrangliste im Einzel war ein 423. Rang vom Juli 2017, während er im Doppel bereits den 252. Rang erreichen konnte.